# Hyhky
Hyhky est un quartier de Tampere en Finlande.

## Description
Il est bordé au nord par Lielahti, à l'est par Ala-Pispala, au sud par Kaarila et à l'ouest par Epilä.

## Galerie

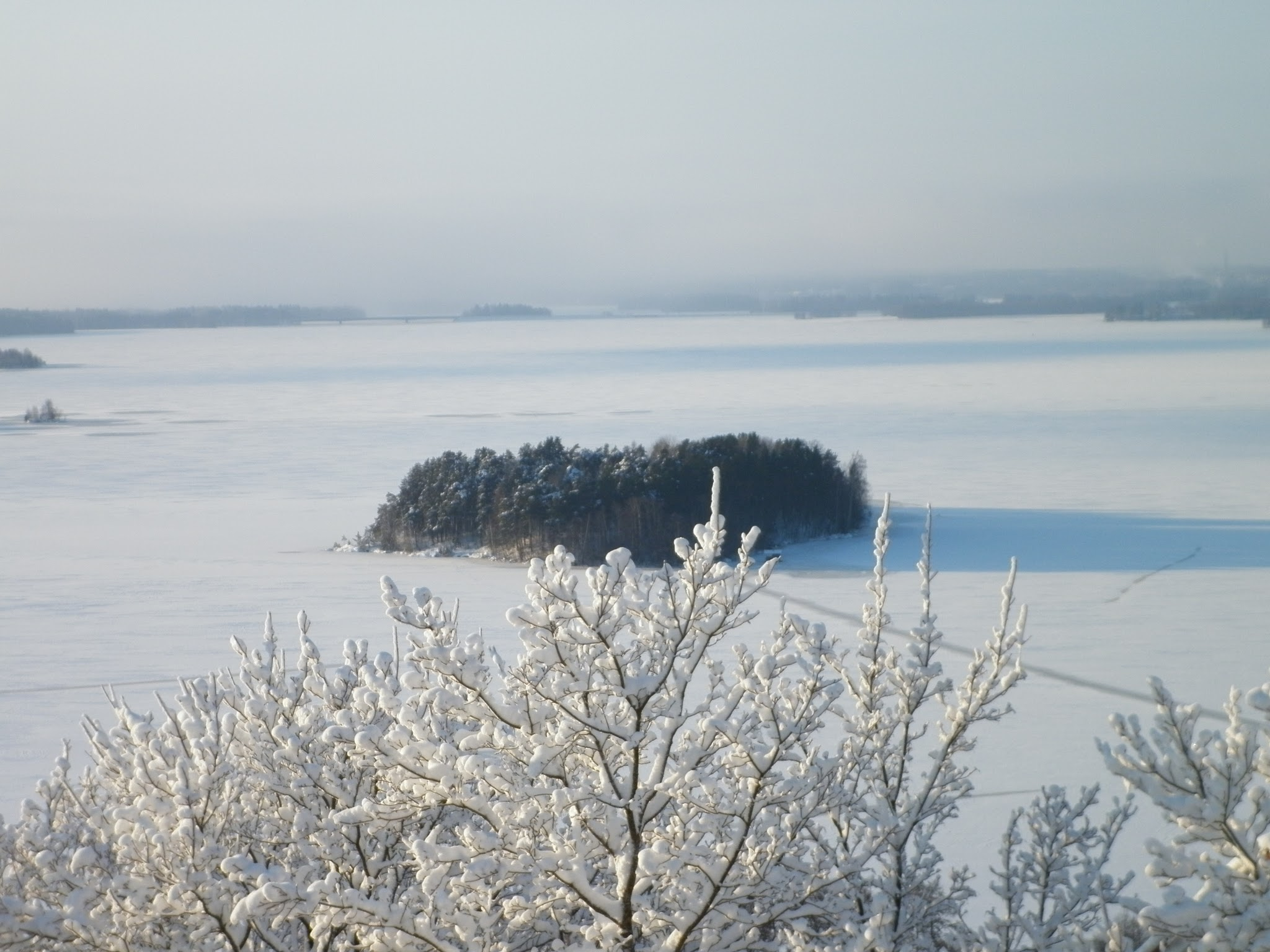
Île Saunasaari.
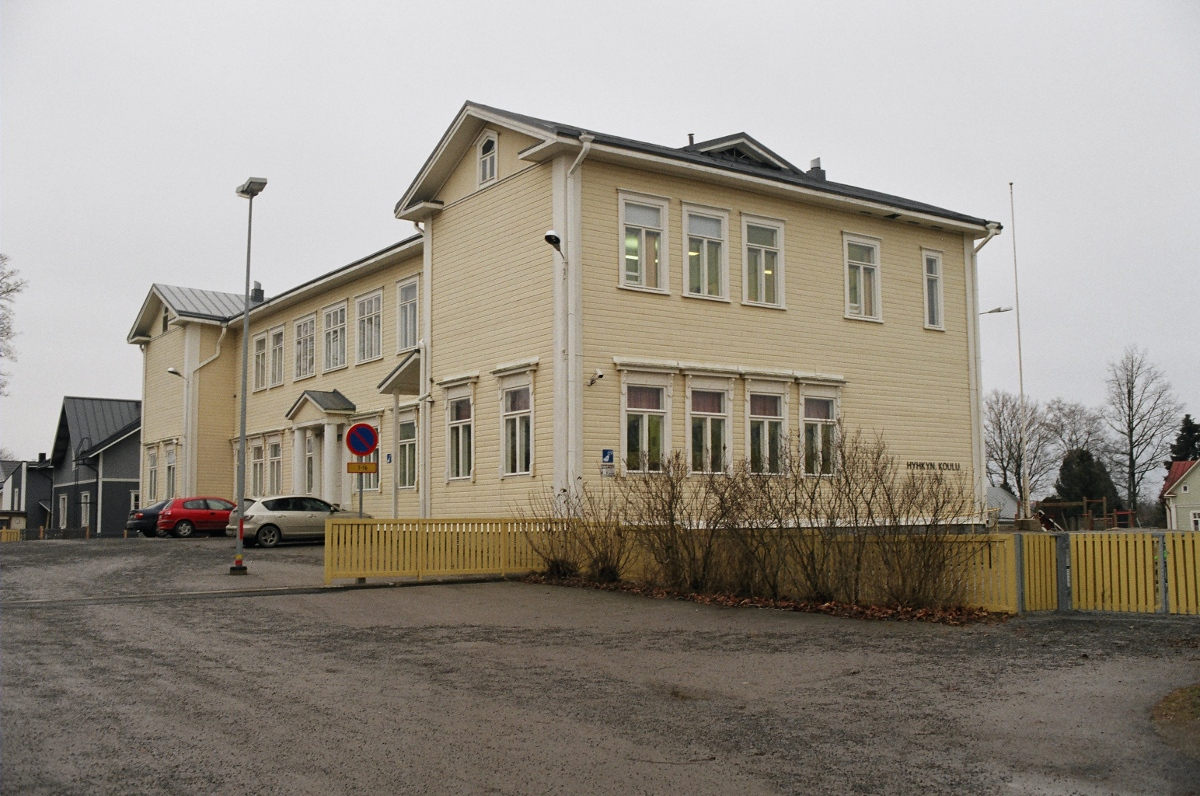
Ecole de Hyhky.
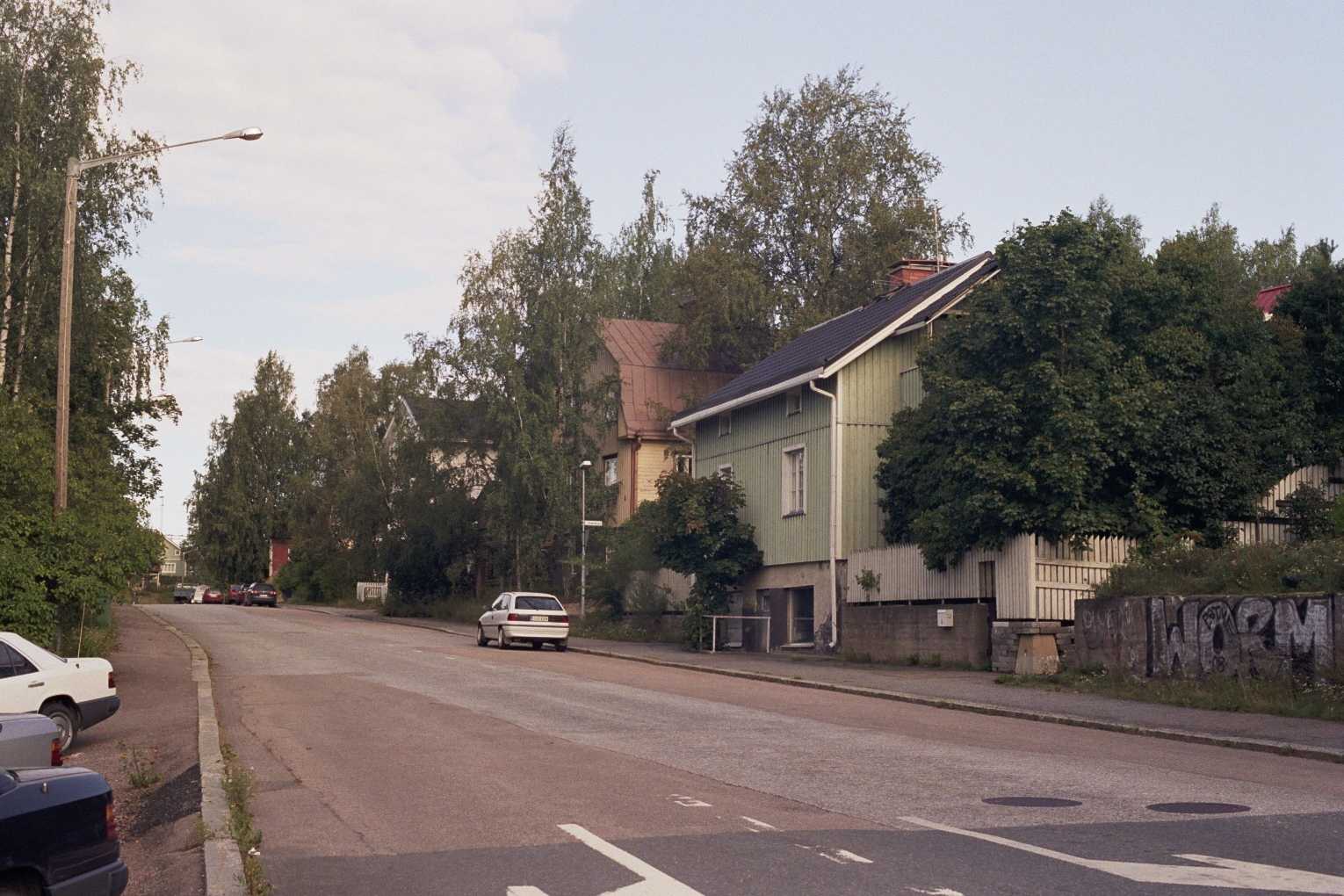
Rue Pohjanmaantie.
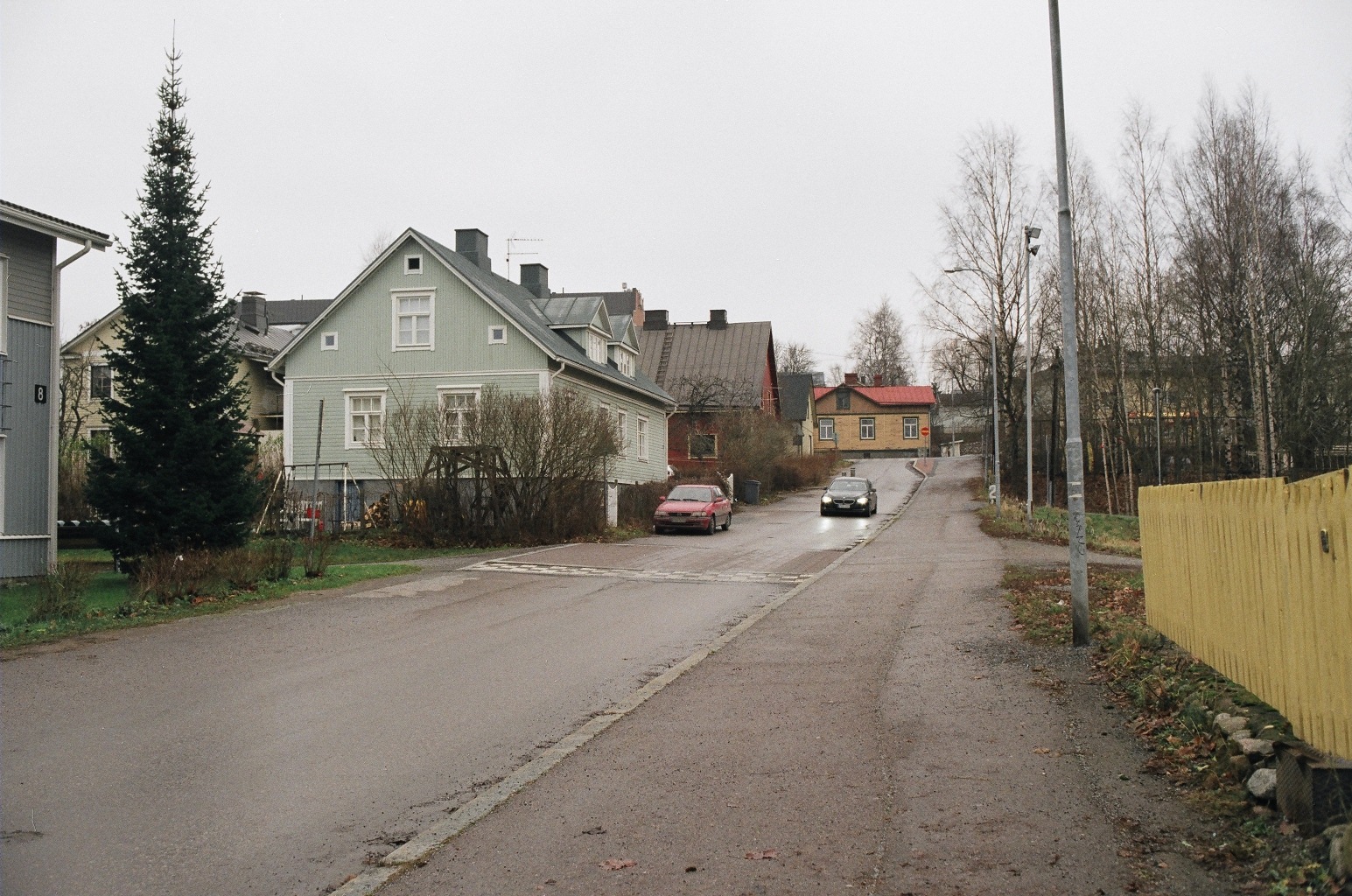
Rue Hennerinkatu.